# 尼科爾·奧雷姆
尼科爾·奧雷姆（法語：Nicole Oresme，1325年1月1日—1382年7月11日）是中古晚期最知名、最具影響力法國哲學家之一。本身是經濟學家、數學家、物理學家、天文學家、哲學家、音樂學家、神學家、里修主教、稱職譯者、法王查理五世顧問，亦為近代科學主要奠基者之一。

## 物理學貢獻
奧雷姆用幾何方法證明了平均速度定理。奧雷姆於1377年發表的著作《天地通論》提出，當自由落體在加速時，其重量並沒有增加，而是衝力增加。假設，挖掘一條直線隧道，從地球表面的A點，穿過地心，挖掘到地球表面的B點，然後將一個重物落入這隧道，則它會從A點，經過地心，移動到B點，就好像單擺從一邊搖擺到另外一邊。但是，從地心到B點的路途中，它是呈升起狀態，而重量只能造成物體掉落，因此衝力與重量不同。